# Сборско
Сборско (на гръцки: Πευκωτό, Певкото, катаревуса Πευκωτόν, Певкотон, до 1926 Σμπόρτσκο, Сборцко) е село в Егейска Македония, Гърция, в дем Мъглен (Алмопия) на административна област Централна Македония.

## География
Сборско е разположено на 680 m в северната част на котловината Мъглен (Моглена), на 5 km северно от демовия център Съботско (Аридеа), в южното подножие на планината Пиново.

## История

### В Османската империя
В османски данъчни регистри на немюсюлманското население от вилаета Водане от 1619 – 1620 година селото е отбелязано под името Исборине с 45 джизие ханета (домакинства).
Александър Синве („Les Grecs de l’Empire Ottoman. Etude Statistique et Ethnographique“), който се основава на гръцки данни, в 1878 година пише, че в Спортско (Sportsko), Мъгленска епархия, живеят 4200 гърци. В „Етнография на вилаетите Адрианопол, Монастир и Салоника“, издадена в Константинопол в 1878 година и отразяваща статистиката на населението от 1873 година, Сборско (Sborsko) е посочено като село във Воденска каза с 212 къщи и 1346 жители българи.
В 1893 година в Сборско е открито българско училище.
Според статистиката на Васил Кънчов („Македония. Етнография и статистика“) в 1900 година в Сборско живеят 880 българи християни.
Според секретаря на Българската екзархия Димитър Мишев („La Macédoine et sa Population Chrétienne“) в 1905 година в Сборско (Sborsko) 1200 българи екзархисти и в селото има има българско училище. Към 1906-1907 година енорийски свещеник на Сборско е Костадин Иванов.
Екзархийската статистика за Воденската каза от 1912 година сочи 930 жители.
По време на Балканската война 3 души от Сборско се включват като доброволци в Македоно-одринското опълчение.

### В Гърция
През войната селото е окупирано от гръцки части и остава в Гърция след Междусъюзническата война. През Първата световна война, тъй като край селото минава фронтовата линия, населението на Сборско е евакуирано от българските военни власти – по-голямата част в Тиквеш, а по-малката в старите предели на Царството. След войната се връщат само малък брой.
Боривое Милоевич пише в 1921 година („Южна Македония“), че Зборско има 260 къщи славяни християни. В 1926 година е прекръстено на Певкото.
В 1924 година 22 души емигрират в България.
По време на Втората световна война край селото действат югославски комунистически партизани. Партизанинът от Войнишки партизански батальон „Христо Ботев“ Христо Андонов – Галча от Цариброд, който пребивава в Сборско в началото на 1944 година, го описва по следния начин:
| „ | Селото е малко и скрито на височина като орлово гнездо. Непристъпно е за неприятелски части. Селото живее в такава мизерия, каквато много рядко може да се види на друго място. Къщите са изградени от груб камък, без прозорци. В средата – огнища, а димът от огнищата излиза от малък отвор на покрива. Стаите са преградени от редки, дървени прегради като в обор; в тях спят заедно с добитъка си. Постелята им е на пода, а одеало им е гуня от овча кожа... | “ |

По време на окупацията селото е изгорено от германските окупационни части.
Селото пострадва силно и от Гражданската война в Гърция, като през зимата на 1947 година жителите му са изселени в полските села Северяни и Невор. След нормализирането на обстановката жителите на Сборско не се връщат, а им е изградена специална махала в Северяни на пътя за Сборско. В 1951 година селото се води напуснато, а в 1961 година на съвсем ново място със 198 жители.
Традиционно жителите на селото се занимават предимно със скотовъдство и в по-малка степен със земеделие.
| Година    | 1913 | 1920 | 1928 | 1940 | 1951 | 1961 | 1971 | 1981 | 1991 | 2001 | 2011 | 2021 |
| --------- | ---- | ---- | ---- | ---- | ---- | ---- | ---- | ---- | ---- | ---- | ---- | ---- |
| Население | 1102 | 172  | 189  | 292  | 0    | 198  | 228  | 244  | 268  | 0    | 0    |      |

## Личности
Родени в Сборско
- Митре Шпинтов, български революционер, гевгелийски войвода на ВМОРО[13]
- Петре Андонов, македоно-одрински опълченец, 20-годишен, четата на Гоце Бърдаров[14]
- Петър А. Димов (1892 – ?), македоно-одрински опълченец, 3 рота на 13 кукушка дружина[15]
- Петър Вълчев (1876 – ?), македоно-одрински опълченец, четата на Лазар Делев, Сборна партизанска рота на МОО[16]
- Стоян Цървенаков, български революционер, деец на ВМОРО, починал преди 1918 г.[17]

Починали в Сборско
- Борис Хараламбев Карпадски, български военен деец, поручик, загинал през Първата световна война[18]
- Димитър Желязков Димитров, български военен деец, капитан, загинал през Първата световна война[19]
- Лука Иванов (1867 – 1906), български революционер, войвода на ВМОРО
- Кара Ташо (? – 1906), български революционер
- Тодор Тетовчето (? – 1901), български революционер от ВМОРО, четник при Михаил Попето[20][21]